# 2016–2017-es spanyol labdarúgó-bajnokság (első osztály)
A 2016–2017-es La liga (a szponzorok miatt lehet La Liga Santander is a neve) a spanyol labdarúgó-bajnokság 86. szezonja. A
bajnokság 2016. augusztus 19-én kezdődik és 2017. május 21-én ér véget. Címvédő az FC Barcelona, azonban a szezont a Real Madrid csapata nyerte, története során 33. alkalommal. A bajnokság 38 fordulóból állt.

## Részt vevő csapatok

### Résztvevők és stadionjaik
- Alavés
- Athletic Club
- Atlético de Madrid
- Barcelona
- Celta Vigo
- Deportivo La Coruña
- Eibar
- Espanyol
- Granada
- Las Palmas
- Leganés
- Málaga
- Osasuna
- Real Betis
- Real Madrid
- Real Sociedad
- Sevilla
- Sporting Gijón
- Valencia
- Villarreal

## Stadionok
| Csapat              | Elhelyezkedés   | Stadion               | Befogadóképesség |
| Alavés              | Vitoria-Gasteiz | Mendizorrotza         | 19 840           |
| Athletic Club       | Bilbao          | San Mamés             | 53 289           |
| Atlético de Madrid  | Madrid          | Vicente Calderón      | 54 907           |
| Barcelona           | Barcelona       | Camp Nou              | 99 354           |
| Celta Vigo          | Vigo            | Balaídos              | 29 000           |
| Deportivo La Coruña | A Coruña        | Riazor                | 34 600           |
| Eibar               | Eibar           | Ipurua                | 6 285            |
| Espanyol            | Barcelona       | RCDE Stadium          | 40 500           |
| Granada             | Granada         | Nuevo Los Cármenes    | 22 369           |
| Las Palmas          | Las Palmas      | Gran Canaria          | 33 111           |
| Leganés             | Leganés         | Butarque              | 10 958           |
| Málaga              | Málaga          | La Rosaleda           | 30 044           |
| Osasuna             | Pamplona        | El Sadar              | 18 761           |
| Real Betis          | Sevilla         | Benito Villamarín     | 51 700           |
| Real Madrid         | Madrid          | Santiago Bernabéu     | 81 044           |
| Real Sociedad       | San Sebastián   | Anoeta                | 32 000           |
| Sevilla             | Sevilla         | Ramón Sánchez Pizjuán | 42 714           |
| Sporting Gijón      | Gijón           | El Molinón            | 30 000           |
| Valencia            | Valencia        | Mestalla              | 55 000           |
| Villarreal          | Vila-real       | El Madrigal           | 24 890           |

## Tabella
| #   | Csapat              | M  | GY | D  | V  | G+ – G– | GK  | P  | Megjegyzések       |
| --- | ------------------- | -- | -- | -- | -- | ------- | --- | -- | ------------------ |
| 1.  | Real Madrid (B)     | 38 | 29 | 6  | 3  | 106–41  | +65 | 93 | BL–csoportkör      |
| 2.  | BarcelonaCV         | 38 | 28 | 6  | 4  | 116–37  | +79 | 90 | BL–csoportkör      |
| 3.  | Atlético Madrid     | 38 | 23 | 9  | 6  | 70–27   | +43 | 78 | BL–csoportkör      |
| 4.  | Sevilla             | 38 | 21 | 9  | 8  | 69–49   | +20 | 72 | BL–rájátszás       |
| 5.  | Villarreal          | 38 | 19 | 10 | 9  | 56–33   | +23 | 67 | EL–csoportkör      |
| 6.  | Real Sociedad       | 38 | 19 | 7  | 12 | 59–53   | +6  | 64 | EL–rájátszás       |
| 7.  | Athletic Club       | 38 | 19 | 6  | 13 | 53–43   | +10 | 63 | EL–3. selejtezőkör |
| 8.  | Espanyol            | 38 | 15 | 11 | 12 | 49–50   | −1  | 56 |                    |
| 9.  | Alavés Ú            | 38 | 14 | 13 | 11 | 41–43   | −2  | 55 |                    |
| 10. | Eibar               | 38 | 15 | 9  | 14 | 56–51   | +5  | 54 |                    |
| 11. | Málaga              | 38 | 12 | 10 | 16 | 49–55   | −6  | 46 |                    |
| 12. | Valencia            | 38 | 13 | 7  | 18 | 56–65   | −9  | 46 |                    |
| 13. | Celta Vigo          | 38 | 13 | 6  | 19 | 53–69   | −16 | 45 |                    |
| 14. | Las Palmas          | 38 | 10 | 9  | 19 | 53–74   | −21 | 39 |                    |
| 15. | Real Betis          | 38 | 10 | 9  | 19 | 41–64   | −23 | 39 |                    |
| 16. | Deportivo La Coruña | 38 | 8  | 12 | 18 | 43–61   | −18 | 36 |                    |
| 17. | Leganés Ú           | 38 | 8  | 11 | 19 | 36–55   | −19 | 35 |                    |
| 18. | Sporting Gijón (K)  | 38 | 7  | 10 | 21 | 42–72   | −30 | 31 | Segunda División   |
| 19. | Osasuna Ú (K)       | 38 | 4  | 10 | 24 | 40–94   | −54 | 22 | Segunda División   |
| 20. | Granada (K)         | 38 | 4  | 8  | 26 | 30–82   | −52 | 20 | Segunda División   |

Utolsó frissítés: 2017. május 21. 
Forrás: laliga.es 
A rangsorolás alapszabályai: 1. összpontszám, 2. egymás elleni eredmények összpontszáma, 3. egymás elleni eredmények gólkülönbsége, 4. egymás elleni eredmények szerzett góljainak száma, 5. gólkülönbség, 6. szerzett gólok száma.
(B): Bajnokcsapat, (K): Kieső csapat, (F): Feljutó csapat, (I): Kupainduló, (R): A rájátszás győztese, (KGY): Kupagyőztes